# SESCAM

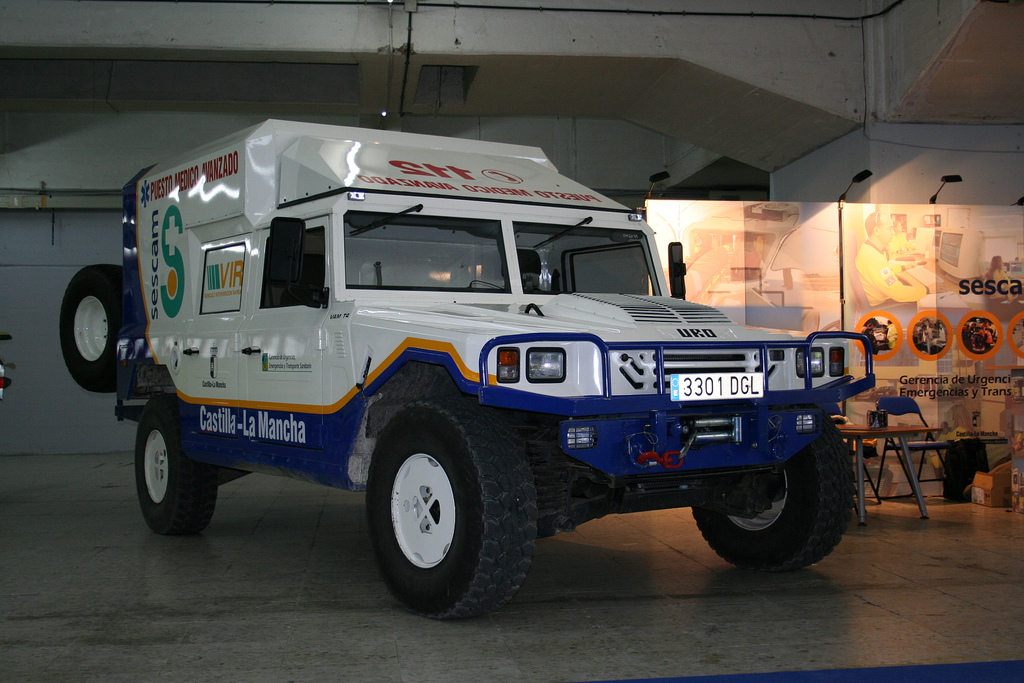
SESCAM Spezialfahrzeug

Servicio de Salud de Castilla-La Mancha (kurz: SESCAM)  ist eine staatliche Institution, die im Rahmen des spanischen Gesetzes Sistema Nacional de Salud für die gesundheitliche Grundversorgung der rund 2,12 Millionen Bevölkerung in der Region Castilla-La Mancha zuständig ist. SESCAM ist steuerfinanziert und steht jedem Menschen zur Verfügung, der sich im Land aufhält.
Bei SESCAM sind rund 24.220 Personen beschäftigt. Das umfangreiche Gesundheitsnetzwerk besteht aus 18 Krankenhäusern, 11 Fachzentren zur Diagnose und Spezialbehandlung,  204  Gesundheitszentren und 1.115 lokalen Gemeindestationen. Für den Notfallkrankentransport betreibt SESCAM vier medizinische Hubschrauber und 131 Rettungswagen.
Ein Stützpunkt der Rettungshubschrauberstaffel von SESCAM ist die Base Aérea de Cañadillas.